# Công quốc Athens
Công quốc Athens (tiếng Hy Lạp: Δουκᾶτον Ἀθηνῶν, Doukaton Athinon; tiếng Catalunya: Ducat d'Atenes) là một trong những quốc gia Thập tự chinh được thành lập ở Hy Lạp sau sự chinh phục của Đế chế Byzantine trong Thập tự chinh thứ tư, bao gồm các vùng Attica và Boeotia, và tồn tại cho đến khi cuộc chinh phục của nó Đế quốc Ottoman trong thế kỷ 15.